# Рафаель Фольтин
Рафаель Фольтин (нім. Rafael Foltyn, нар. 21 червня 1985) — німецький футбольний арбітр.
Рафаель Фолтин живе у місті Майнц-Кастель. Він є арбітром НФС. Протягом сезонів 2008/09 по 2011/12 він судив ігри в Північній, Західній і Південній регіональних футбольних лігах. Згодом став асистентом арбітра.
Як лайнсмен, Фолтин брав участь в іграх Другої Бундесліги з сезону 2010—2011 і в іграх Бундесліги з сезону 2012–13. З сезону 2015/16 був лайнсменом Ліги Європи УЄФА та Ліги чемпіонів УЄФА.
У квітні 2021 року він був номінований разом з Яном Зайделем до складу бригади арбітрів Даніеля Зіберта на Євро-2020 в червні та липні 2021 року.
У травні 2022 року він знову був номінований разом з Яном Зайделем у суддівську команду Даніеля Зіберта на Чемпіонат світу з футболу 2022 року в листопаді та грудні 2022 року.